# Mārtiņš Sirmais
Mārtiņš Sirmais, född den 15 juli 1982, är en lettisk orienterare som tog EM-silver i stafett 2006 och 2008.